# I'll Be Home for Christmas (2016)
I'll Be Home for Christmas is een Amerikaanse kerstfilm uit 2016 van James Brolin.

## Verhaal
Jackie Foster (Suvari), is een dynamische assistent officier van justitie en alleenstaande moeder. Maar als Jackie's vervreemde vader, Jack (Brolin), een nors gepensioneerde politieagent, onverwacht aan haar deur komt opdagen, zullen ze gedwongen worden om oude wonden te openen.

## Rolverdeling
- James Brolin - Jack Foster
- Mena Suvari - Jackie Foster
- Giselle Eisenberg - Gracie Foster
- John Reardon - 	Mike Kelly
- Jacob Blair - Rand Edwards
- Angela Asher - Suzi Tate
- Laura Miyata - Linda Parker
- Dale Whibley - Luke Tate
- Marcia Bennett - Adele
- Sharon Lewis - Detective Ramirez